# Marietta-Alderwood
Marietta-Alderwood  est une census-designated place américaine de l'État de Washington dans le comté de Whatcom. 
La population était de 3 906 habitants en 2010.